# Peter Geach
Peter Thomas Geach, /ˈɡiːtʃ/ (Chelsea, Londres, 29 de março de 1916 – Cambridge, 21 de dezembro de 2013) foi um filósofo britânico.

## Carreira
Suas áreas de interesses foram história da filosofia, lógica filosófica, e a teoria da identidade. Geach foi educado na Universidade de Balliol, Oxford. Ele lecionou na Universidade de Birmingham de 1951 a 1966 quando foi nomeado Professor em Lógica no Departamento de Filosofia na Universidade de Leeds. Geach recebeu o título de Professor Emérito da Lógica em sua aposentadoria em Leeds, 1981. Geach foi eleito membro da Academia Britânica (FBA) em 1965. Ele foi condecorado com a cruz papal "Pro Ecclesia et Pontifice" pela Santa Sé por seu trabalho filosófico.

## Pensamento
Seus trabalhos iniciais incluem os textos clássicos Mental Acts e Reference and Generality, o último a defender uma concepção essencialmente moderna de referência contra as teorias medievais da suposição.
Sua perspectiva Católica integra sua filosofia. Ele é possivelmente o fundador do Tomismo Analítico (Ainda que a corrente de pensamento presente em seu trabalho e o trabalho de Elizabeth Anscombe até os dias de hoje só foi chamado assim quarenta anos mais tarde por John Haldane), cujo objetivo é sintetizar a aproximação Tomista e Analítica. Ele defende a posição Tomista em que os seres humanos são essencialmente animais racionais, cada um miraculosamente criado. Ele rejeita as tentativas Darwinistas para considerar a razão como algo não essencial para a humanidade, como "mero sofisma, ridículo ou lamentável." Ele repudia qualquer capacidade de comunicação em animais como mera "associação manual de sinais com coisas ou performances."
Geach rejeita ambas as concepções pragmática e epistêmica da verdade, recomendando a versão da teoria da correspondência proposta por Aquino. Ele argumenta que há apenas uma realidade enraizada no próprio Deus, que é o supremo criador da verdade. Deus, de acordo com  Geach, é verdade.
Jenny Teichman, membro do New Hall, Cambridge, descreveu o estilo filosófico de Geach como "deliberadamente ultrajante".

## Vida pessoal
Sua esposa e eventual colaboradora foi a notada filósofa e estudiosa de Wittgenstein Elizabeth Anscombe. Ambos se converteram ao Catolicismo Romano, e casaram  em 1941 e tiveram sete filhos. Eles foram co-autores em 1961 do livro Three Philosophers, com Anscombe contribuindo com uma seção sobre Aristoteles e Geach em cada uma de Aquino e outra sobre Gottlob Frege. Por um quarto de século, foram figuras importantes no  Grupo de Inquérito Filosófico, uma reunião anual de filósofos Católicos realizada na Spode House em Staffordshire, que foi estabelecido pelo pai Columba Ryan em 1954.

## Publicações
- Geach, Peter; Black, Max, eds. (1952). Translations from the philosophical writings of Gottlob Frege 1st ed. Oxford: Basil Blackwell
  - —; —, eds. (1960). Translations from the philosophical writings of Gottlob Frege 2nd ed. Oxford: Basil Blackwell
  - —; —, eds. (1980). Translations from the philosophical writings of Gottlob Frege 3rd ed. Oxford: Basil Blackwell
- Descartes: Philosophical Writings  (com G.E.M. Anscombe) (1954)  Introd. Alexander Koyre
- "Good and Evil," Analysis (1956)
- Mental Acts: Their Content and Their Objects, 1957/1997
- Three Philosophers: Aristotle; Aquinas; Frege (com G.E.M. Anscombe), 1961
- Reference and Generality: An Examination of Some Medieval and Modern Theories, 1962
- "EUTHYPHRO": An Analysis and Commentary, 1966
- History of the Corruptions of Logic, University of Leeds, 1968
- God and the Soul, 1969/2001
- "A Program for Syntax" (1970). Synthèse 22:3-17.
- Logic Matters, 1972
- Reason and Argument, 1976
- "Saying and Showing in Frege and Wittgenstein," Acta Philosophica Fennica 28 (1976): 54–70
- Providence and Evil: The Stanton Lectures 1971-2, 1977
- The Virtues: The Stanton Lectures 1973-4, 1977
- Truth, Love, and Immortality: An Introduction to McTaggart's Philosophy, 1979
- "Truth and God," Proceedings of the Aristotelian Society, Supplementary Volume LVI, 1982
- (edited) Wittgenstein's Lectures on Philosophical Psychology, 1946–47: Notas de P.T. Geach, K.J. Shah, e A.C. Jackson, 1989
- Logic and Ethics (edited by Jacek Holowka), 1990
- Truth and Hope: The Furst Franz Josef und Furstin Gina Lectures Delivered at the International Academy of Philosophy in the Principality of Liechtenstein, 1998 (ISBN 0-268-04215-2)